# Метакса, Ираклий Панаитович
Ираклий Панаитович Метакса (1889, Батуми — 20 сентября 1918, между станциями Перевал и Ахча-Куйма Закаспийской железной дороги) — российский революционер, большевик.

## Биография
Родился в 1889 в Батуми в греческой семье. Во время обучения в гимназии увлёкся революционными идеями. Подвергнувшись преследованиям со стороны полиции, переехал в Одессу.
В 1908 вступил в РСДРП, вёл революционную деятельность в Тифлисе, в Крыму, на Урале, с 1913 — в Баку. Показал себя как превосходный оратор, умел влиять на массы. Секретарь профсоюза ресторанных и гостиничных работников. После установления в Баку советской власти — работник аппарата Бакинского Совнаркома, принимал участие в национализации банков, торгового флота, в борьбе со спекуляцией. Участник боевых действий против турок под Баку.
Исполнял обязанности охранника С. Г. Шаумяна и П. А. Джапаридзе.
Расстрелян 20 сентября 1918 года в числе 26 бакинских комиссаров на 207-й версте между станциями Ахча-Куйма и Перевал (ныне — на территории Балканского велаята, Туркменистан)..

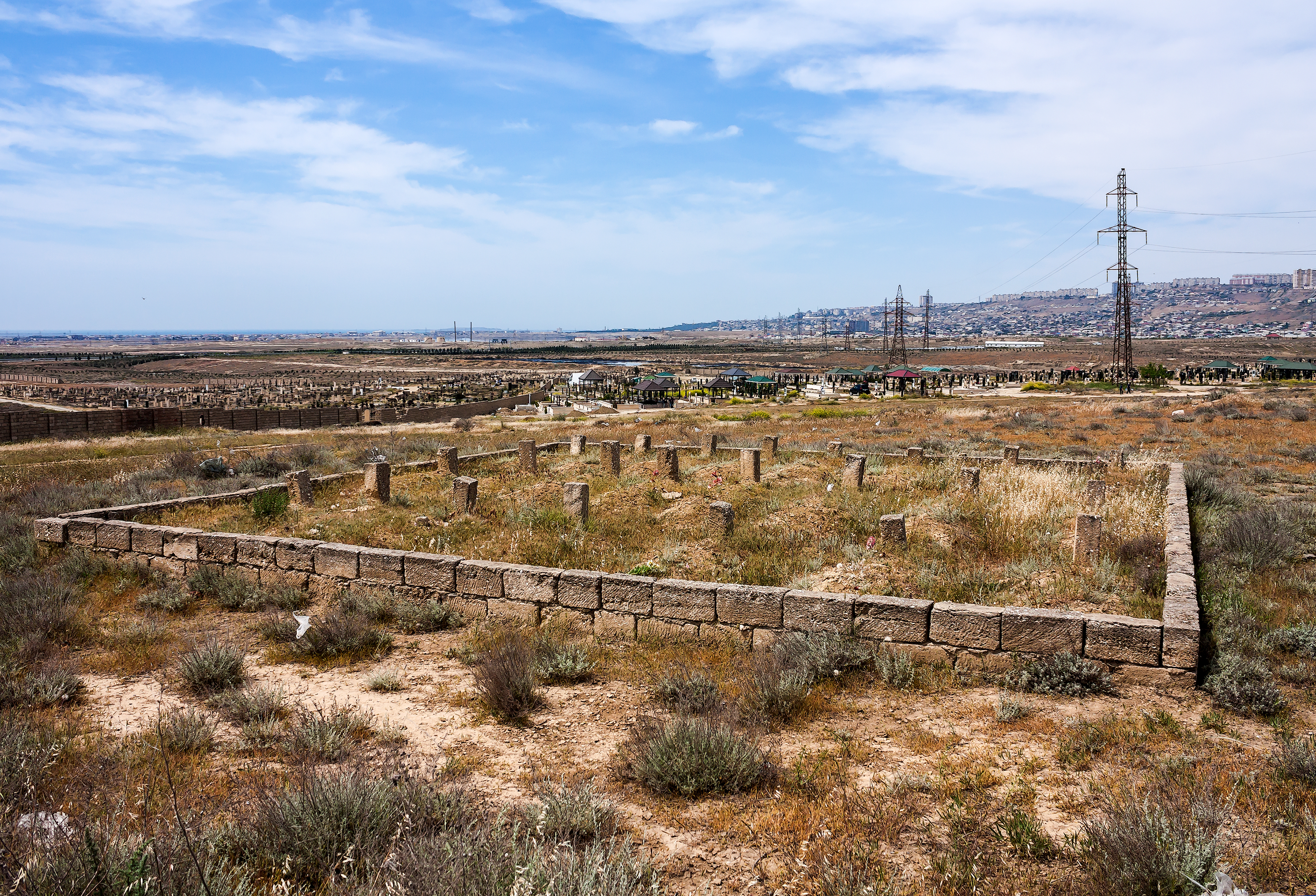
Могила 26 Бакинских комиссаров. Говсанское кладбище, 09 мая 2017 г.